# Appleton (Maine)
Appleton és una població dels Estats Units a l'estat de Maine (EUA). Segons el cens del 2000 tenia 1.271 habitants.

## Demografia
Segons el cens del 2000, Appleton tenia 1.271 habitants, 480 habitatges, i 346 famílies. La densitat de població era de 15 habitants per km².
Dels 480 habitatges en un 39,6% hi vivien nens de menys de 18 anys, en un 62,3% hi vivien parelles casades, en un 6% dones solteres, i en un 27,9% no eren unitats familiars. En el 21,7% dels habitatges hi vivien persones soles el 7,5% de les quals corresponia a persones de 65 anys o més que vivien soles. El nombre mitjà de persones vivint en cada habitatge era de 2,65 i el nombre mitjà de persones que vivien en cada família era de 3,13.
Per edats la població es repartia de la següent manera: un 29,3% tenia menys de 18 anys, un 5% entre 18 i 24, un 32,7% entre 25 i 44, un 22,8% de 45 a 60 i un 10,1% 65 anys o més.
L'edat mediana era de 36 anys. Per cada 100 dones de 18 o més anys hi havia 96,3 homes.
La renda mediana per habitatge era de 36.615 $ i la renda mediana per família de 41.731 $. Els homes tenien una renda mediana de 27.065 $ mentre que les dones 25.385 $. La renda per capita de la població era de 16.484 $. Entorn del 4,6% de les famílies i el 7,9% de la població estaven per davall del llindar de pobresa.